# Neil Gorsuch
Neil McGill Gorsuch (Denver, 29 de agosto de 1967) é juiz do Supremo Tribunal dos Estados Unidos. Foi nomeado pelo presidente Donald Trump a 31 de janeiro de 2017 e está no cargo desde 10 de abril de 2017.
Nasceu e passou a infância em Denver, Colorado, depois morou em Bethesda, Maryland, enquanto frequentava a escola preparatória. Ele obteve o título de Bachelor of Arts pela Universidade Columbia, um juris doctor pela Universidade Harvard e, após praticar direito por 15 anos, recebeu o título de Doutor em Filosofia de Direito pela Universidade de Oxford , onde estudou como Marshall Scholar. A sua tese de doutorado versou sobre a moralidade do suicídio assistido, sob a supervisão do filósofo jurídico católico John Finnis.
De 1995 a 2005, atuou como consultor privado no escritório de advocacia Kellogg, Hansen, Todd, Figel & Frederick. Foi procurador-geral adjunto principal do Departamento de Justiça dos Estados Unidos de 2005 até à sua nomeação para o Décimo Circuito. Foi nomeado para o Tribunal de Apelações dos Estados Unidos para o Décimo Circuito pelo presidente George W. Bush em 10 de maio de 2006, para substituir o juiz David M. Ebel, que assumiu o status sênior em 2006.
É defensor do textualismo na interpretação legal e do originalismo na interpretação da Constituição dos Estados Unidos. Junto com o juiz Clarence Thomas, é defensor da jurisprudência do direito natural. Foi secretário do Juiz David B. Sentelle da Corte de Apelações dos EUA para o Circuito de DC de 1991 a 1992 e dos juízes da Suprema Corte dos EUA, Byron White e Anthony Kennedy de 1993 a 1994. É o primeiro juiz do Supremo Tribunal a servir ao lado de um juiz de quem já trabalhou (Kennedy).

## Infância e educação
Nasceu em 1963 em Denver, Colorado, filho de Anne Gorsuch Burford e de David Ronald Gorsuch. Era o mais velho de três filhos, e é um coloradano de quarta geração. Os seus pais eram advogados e a sua mãe serviu na Câmara dos Representantes do Colorado de 1976 a 1980. Em 1981, ela foi nomeada pelo presidente Ronald Reagan para ser administradora da Agência de Proteção Ambiental dos Estados Unidos , tornando-se a primeira mulher a ter essa posição. Por indicação da sua mãe, a família de mudou-se para Bethesda, Maryland. Frequentou a Georgetown Preparatory School, uma prestigiosa escola preparatória jesuíta, onde foi dois anos mais jovem que Brett Kavanaugh, com quem mais tarde seria colega no Supremo Tribunal e, eventualmente, serviria como juiz do Supremo Tribunal. Enquanto participava da Georgetown Preparatory, serviu como página do Senado dos Estados Unidos (um adolescente em idade escolar que serve no Senado) no início dos anos 1980. Formou-se na Georgetown Preparatory em 1985.
Após o colegial, frequentou a Universidade de Columbia e formou-se cum laude em 1988 com um diploma de bacharel em ciências políticas. Enquanto estava na Columbia, foi introduzido no Phi Beta Kappa. Também foi membro da fraternidade Phi Gamma Delta. Como um estudante de graduação, ele escreveu para o jornal estudantil Columbia Daily Spectator. Em 1986, co-fundou o jornal alternativo de estudantes de Columbia, The Fed.
Estudou na Harvard Law School, onde foi editor do Harvard Journal of Law and Public Policy. Recebeu uma bolsa Harry S. Truman para participar. Foi descrito como um conservador comprometido que apoiou a Guerra do Golfo e os limites do mandato do congresso, em "um campus cheio de liberais fervorosos".  O ex-presidente Barack Obama foi um dos colegas da sua turma em direito na Harvard.
Em 2004, recebeu o título de Doutor em Filosofia do Direito (filosofia jurídica) pela Universidade de Oxford, onde concluiu pesquisas sobre suicídio assistido e eutanásia como aluno de pós-graduação do University College, Oxford. Uma bolsa de estudos Marshall permitiu-lhe estudar em Oxford em 1992-93, onde foi supervisionado pelo filósofo do direito natural John Finnis da University College, Oxford. A sua tese também foi supervisionada pelo professor Timothy Endicott do Balliol College, Oxford. Em 1996, casou-se com a sua esposa Louise, uma mulher inglesa e cavaleira campeã da equipe de equitação de Oxford, que conheceu durante a sua estada em Oxford.

## Inicio da carreira jurídica

### Estágios
Serviu como escrivão judicial para o juiz David B. Sentelle do Tribunal de Apelações dos Estados Unidos para o Circuito de DC de 1991 a 1992, e depois para os juízes do Supremo Tribunal Byron White e Anthony Kennedy de 1993 a 1994. O seu trabalho com White ocorreu logo depois que White aposentou-se do Supremo Tribunal; portanto, ajudou White no seu trabalho no Décimo Circuito, onde White sentou-se por designação. Fazia parte de um grupo de cinco advogados designados naquele ano, que incluía Brett Kavanaugh que descreveu-o na época: "Ele encaixava-se no lugar com muita facilidade. Ele é apenas uma pessoa fácil de se conviver. Ele não tem cotovelos afiados. Tivemos uma ampla variedade de pontos de vista, mas todos nos demos muito bem".

### Prática de direito privado
Em vez de ingressar num escritório de advocacia estabelecido, Gorsuch decidiu ingressar na empresa boutique de dois anos Kellogg, Huber, Hansen, Todd, Evans & Figel (agora Kellogg, Hansen, Todd, Figel & Frederick ), onde concentrou-se no trabalho experimental. Depois de vencer o seu primeiro julgamento como advogado principal, um membro do júri disse a Gorsuch que ele era como Perry Mason. Ele foi associado num escritório de advocacia de Washington, DC, de 1995 a 1997 e sócio de 1998 a 2005. Os clientes de Gorsuch incluíam o bilionário do Colorado Philip Anschutz. Na Kellogg Huber, Gorsuch concentrou-se em questões comerciais, incluindo contratos, antitruste, RICO e fraude de valores mobiliários.
Em 2002, Gorsuch escreveu um editorial criticando o Senado por adiar as nomeações de Merrick Garland e John Roberts para o Tribunal de Apelações dos Estados Unidos para o Circuito do Distrito de Colúmbia, escrevendo: "os candidatos judiciais mais impressionantes são grosseiramente maltratados" pelo Senado.
Em 2005, na Kellogg Huber, Gorsuch escreveu uma breve denúncia de ações coletivas por advogados em nome dos acionistas. No caso Dura Pharmaceuticals, Inc. v. Broudo, Gorsuch opinou: "o problema é que o litígio de fraude de valores mobiliários impõe uma enorme custo na economia, afetando virtualmente todas as empresas públicas na América em um momento ou outro e custando às empresas bilhões de dólares em acordos todos os anos".

### Departamento de Justiça dos EUA
Atuou como vice-chefe do procurador-geral associado, Robert McCallum, no Departamento de Justiça dos Estados Unidos de 2005 a 2006. Como vice-chefe de McCallum, ele auxiliou no gerenciamento dos componentes de litígios civis do Departamento de Justiça, que incluiu as divisões antitruste, civil, direitos civis, meio ambiente e tributária.
Enquanto gerenciava a Divisão Civil do Departamento de Justiça dos Estados Unidos, foi encarregado de todo o "contencioso terrorista" decorrente da Guerra ao Terror do presidente, defendendo com sucesso a extradição extraordinária de Khalid El-Masri, lutando contra a divulgação da tortura de Abu Ghraib e abuso de prisioneiros por meios de fotografias em novembro de 2005, viajou para inspecionar o campo de detenção de Guantánamo.
Ajudou o procurador-geral Alberto Gonzales a preparar-se para audiências após a revelação pública da vigilância sem mandado da NSA (2001-2007) e trabalhou com o senador Lindsey Graham na elaboração das disposições da Lei de Tratamento de Detentos que tentavam retirar a jurisdição dos detidos pelos tribunais federais.

## Juiz do Décimo Circuito (2006-2017)
Em janeiro de 2006, Philip Anschutz recomendou a indicação de Gorsuch ao senador americano do Colorado Wayne Allard e à conselheira da Casa Branca Harriet Miers. A 10 de maio de 2006, o presidente George W. Bush nomeou-o para a cadeira do Tribunal de Apelações dos Estados Unidos para o Décimo Circuito desocupado pelo juiz David M. Ebel, que estava assumindo o status de sênior. Como Ebel, Gorsuch era um ex-secretário de Justiça White. O Comité Permanente da American Bar Association no Judiciário Federal o classificou por unanimidade como "bem qualificado" em 2006.
A 20 de julho de 2006, foi confirmado numa votação unânime no Senado dos Estados Unidos. Ele foi a quinta nomeação de Bush para o Décimo Circuito. Quando Gorsuch começou o seu mandato no Tribunal de Justiça dos Estados Unidos o juiz Kennedy administrou o juramento de posse.

Durante o seu tempo no Décimo Circuito, dez dos advogados de Gorsuch tornaram-se funcionários da Suprema Corte. Um dos seus ex-funcionários, Jonathan Papik, tornou-se juiz da Suprema Corte de Nebraska em 2018.